# Tre' McLean
Tre' Michael McLean (Charleston, 19 ottobre 1993) è un cestista statunitense.

## Carriera
Il 30 agosto 2021 si accasa tra le file del Spalato. Il 28 novembre seguente rescinde consensualmente il contratto con il club spalatina.